# Bulia schausi
Bulia schausi är en fjärilsart som beskrevs av Richards 1941. Bulia schausi ingår i släktet Bulia och familjen nattflyn. Inga underarter finns listade i Catalogue of Life.